# Seux
Seux település Franciaországban, Somme megyében. Lakosainak száma 169 fő (2022. január 1.). Seux Bovelles, Briquemesnil-Floxicourt, Fluy, Pissy és Saisseval községekkel határos.

## Népesség
A település népessége az elmúlt években az alábbi módon változott:
| Lakosok száma | 169  | 171  | 168  | 166  | 167  | 167  | 177  | 169  |
|               | 2013 | 2015 | 2017 | 2018 | 2019 | 2020 | 2021 | 2022 |